# Sân vận động Trung tâm Thể thao Olympic Thẩm Dương
Sân vận động Trung tâm Thể thao Olympic Thẩm Dương (giản thể: 沈阳奥林匹克体育中心; phồn thể: 瀋陽奧林匹克體育中心; bính âm: Shěnyáng Àolínpǐkè Tǐyù Zhōngxīn) là một sân vận động đa năng có sức chứa 60.000 chỗ ngồi ở Thẩm Dương, Liêu Ninh, Trung Quốc.
Sân có biệt danh là "Crystal Crown" (水晶 皇冠). Sân vận động được xây dựng bởi AXS Satow để thay thế cho Sân vận động Wulihe. Sân đã tổ chức các trận đấu môn bóng đá tại Thế vận hội Mùa hè 2008. Đây là sân nhà của Câu lạc bộ bóng đá Thẩm Dương Đông Tân hiện đang chơi ở China League Two. Năm 2013, sân vận động này là địa điểm chính của Đại hội Thể thao Quốc gia Trung Quốc 2013 với lễ khai mạc và bế mạc cũng như các sự kiện thể thao chính.
Khu liên hợp bao gồm một phòng tập thể dục có sức chứa 10.000 chỗ ngồi, một bể bơi trong nhà có sức chứa 4.000 chỗ ngồi và một sân quần vợt có sức chứa 4.000 chỗ ngồi.